# КК Трст
КК Трст 2004 (итал. Pallacanestro Trieste 2004) је италијански кошаркашки клуб из Трста. У сезони 2019/20. такмичи се у Серији А Италије.

## Историја
Клуб је основан 1975 . године. У највишем рангу италијанске кошарке се такмичио од 1982. до 1986, од 1990. до 1997, од 1999. до 2004. и од 2018. године. Најбољи пласман је био у сезони 1993/94. када је освојено треће место а те исте сезоне су стигли до финала међународног ФИБА Купа Радивоја Кораћа где су поражени од ПАОК-а. У наредној 1994/95. сезони клуб је стигао до финала Купа Италије где је поражен од Тревиза.
Клуб је 2004. године прогласио банкрот и одмах затим пребачен неколико рангова ниже где је наставио да се такмичи под именом Трст 2004. Након година играња у четвртом и трећем рангу, клуб је 2010. године стигао до Друге лиге а 2018. се коначно вратио у највиши ранг.

## Успеси

### Национални
- Куп Италије:
  - Финалиста (1) : 1995.

### Међународни
- ФИБА Куп Радивоја Кораћа:
  - Финалиста (1) : 1993/94.

## Познатији играчи
- Дино Менегин
- Грегор Фучка
- Алесандро Де Пол
- Дејан Бодирога
- Милан Гуровић